# Lobo-de-honshu
O lobo-de-honshu ou lobo-japonês (Canis lupus hodophilax) foi um pequeno lobo de cor parda que habitava em zonas montanhosas da ilha japonesa de Honshu.
A sua extinção deve-se a uma combinação da introdução de raiva e irradicação orquestrada. Até a Era Tokugawa, os lobos eram venerados no Japão, já que mantinham animais herbívoros como cervos afastados das colheitas. Porém a partir da Era Meiji, o governo passou a promover um novo tipo de agricultura, baseada nos ranchos ao estilo estadunidense. Isto levou a muitos conflitos entre lobos e fazendeiros, já que os lobos passaram a atacar o gado. Assim os fazendeiros passaram a matar os lobos, valendo-se de expedientes tais como envenenamento por estricnina e armadilhas de ferro, além de oferecerem recompensas. O último exemplar conhecido morreu em 1905.
Acredita-se que o lobo de honshu é o antepassado dos cães domésticos.

## Dentro do folclore nipônico
Na cultura japonesa os lobos eram animais bastante venerados. Isso nota-se nos fonemas e na forma de escrita usados pelo povo japonês ao se referir a este animal, ookami (grande-deus, 大神). A língua e escrita japonesas tem suas particularidades, a língua falada é de origem desconhecida e não se assemelha a nenhuma outra língua asiática, tais como o coreano e as línguas da família sino-tibetanas, porém a escrita teve fortíssima influência chinesa. A palavra “ookami” deve ser muito antiga, usada muito antes da introdução da forma de escrita chinesa. O kanji chinês para se referir a lobo é “狼”, a leitura em onyomi (leitura chinesa) é “rou” (ロウ), a leitura em kunyomi (leitura em japonês) é “Ookami” (おおかみ). Vejamos agora se a palavra “ookami” fosse escrita com o kanji “grande” (大) que se pode pronunciar “oo” (おお), mais o kanji “deus” (神) que se pode pronunciar “kami” (かみ), a pronuncia ficaria igualmente “ookami” (おおかみ), ou “oogami” (おおがみ), sem prejuízo a pronúncia de origem japonesa*. Outra curiosidade é o que acontece se desmontarmos e interpretarmos os radicais do ideograma chinês que representa lobo (狼) em separado, teremos dois kanjis, um deles é o kanji de cão (尤, radical - 犭), o outro é o kanji que representa o adjetivo bom (良), ou seja, na escrita chinesa o lobo era o “cão-bom”. Estes exemplos, tanto da escrita como da palavra, nos faz crer que no passado estes animais eram bastante veneredos, tratados quase como deuses. Os lobos também eram chamados de “cães-da-montanha” (yama-inu, 山尤).
As montanhas sempre foram consideradas sagradas para o povo japonês, inclusive se erguem templos aos pés das montanhas em veneração ao deus (Kami, 神) que habitava nela. Os lobos eram animais que viviam nas regiões montanhosas e como habitantes das mesmas, também eram animais sagrados, e as vezes, considerados o próprio espirito da montanha (yama no kami, 山の神) ou o deus-verdadeiro (真神). Eram os guardiões sagrados que cuidavam e vigiavam as montanhas, suas florestas, e seus habitantes, assim como os cães domésticos cuidam dos homens e de suas aldeias.
Ao contrário do que se vê com as raposas (kitsunis) e os teshugus (tanukis), os lobos são animais nobres, benignos, protetores dos homens, muito justos, eles eram um “girigatai” (alguém com forte senso de dever). O lobo as vezes deixava ao homem o resto de sua caça de presente, o “inu’otoshi” ou “inutaoshi” (presa do cachorro), porém o homem para leva-la deveria deixar algo em troca, caso o contrário a relação harmoniosa homem-lobo seria quebrada e surgiria a “ada” (inimizade para com os humanos).
Há muitas lendas japonesas que contam o quanto estes animais são bons e dignos. Diz-se na lenda “okuri-okami” que quando um homem atravessa uma floresta, um lobo o acompanha durante todo o percurso só o deixando quando estava perto da cidade**. A companhia do lobo durante uma jornada era vista como uma proteção ao viajante. Outras lendas contam de pessoas que obtiveram a longevidade ao beber o leite da loba quando crianças. Assim como na lenda indiana do menino lobo (Mowgli), há lendas japonesas de crianças que foram adotadas e criadas por lobos. As mães camponesas usavam amuletos com forma de lobos para invocar proteção para o espírito dos filhos pequenos falecidos, e para que o lobo preserve seus restos mortais da curiosidade dos animais da floresta.
Provavelmente como bons observadores e admiradores das forças da natureza, os japoneses sabiam que os lobos eram importantes para o equilíbrio ecológico de uma região, pois estes ajudavam a manter a população de javalis, veados e lebres sob controle, pois a superpopulação destes poderiam ser prejudiciais as lavouras. Quando um lobo era avistado os camponês lhe dirigiam a seguinte prece:
"Senhor Lobo (oinu tono), por favor nos proteja e detenha os assaltos do veado e do javali". Quando não se tinha a presença dos lobos o seu poder protetor poderia ser evocado através de amuletos em forma de lobos.

## Lobos nipônicos
Existiram duas especies de canídeos selvagens endêmicos do arquipélago japonês, o lobo-de-Honshu (Canis lupus hodophilax) que habitava a ilha de Honshu e o lobo-de-Ezo (Canis lupus hattei) que habitava as ilhas ao norte do Japão, Hokkaido, Sakhalin e Kurilas. Registros relatam que o último exemplar do lobo-de-Honshu teria morrido em 1905 na prefeitura de Nara, já o lobo-de-Ezo teria sido extinto após a Restauração Meiji (Era imperador Meiji, 1868–1912).
Hoje os únicos registros que se tem destas especies são oito peles dissecadas, cinco animais empalhados (três estão em museus japoneses, outro em um museu holandês, e o que morreu em Nara está no Museu Britânico) e pouquíssimas fotos.

### Lobo-de-honshu (Canis lupus hodophilax)
Cor parda, pernas curtas, pescoço ligeiramente longo, orelhas curtas parecidas com as do cão domestico Akita-inu, algumas literaturas o consideram a menor sub-espécie de canis lupus conhecida, isso se deveria a alguma mutação, ananismo por exemplo, já outros especialistas chegam a considerá-lo uma outra espécie distinta do canis lupus (Canis hodophilax). Seu habitat natural eram as montanhas, tambem tinha habitos solitários, provavelmente só procurando outro especime durante a reprodução. Massa média: 8 kg (-11). Comprimento: 0,70 m, mais cauda de 30 cm. Altura: 36 cm.

### Lobo-de-ezo ou lobo-de-hokkaido (Canis lupus hattai)
De tamanho médio, um pouco maior que o lobo-de-honshu, muito mais parecido com outras sub-especies de canis lupus, cor parda, focinho um pouco mais longo e afinado que o anterior, orelhas curtas. Habitavam as ilhas ao norte do Japão, Hokkaido, Sakhalina e Kurilas. Comprimento de 140 cm, incluindo 40 cm de cauda.

## Extinção
Tudo leva a crer que foram uma serie de fatores, entre eles, a expansão da pecuária, a redução de seu habitat natural, o extermínio por parte dos humanos e a Raiva (hidrofobia).
Durante o período Meiji (1868–1912) foram implantados novos sistemas de produção agropecuárias, surgiram propriedades rurais no formato dos ranchos americanos, isso levou a expansão das áreas agrícolas e a diminuição do habitat natural dos lobos. Com o avanço do homem as presas naturais do lobo-japonês diminuíram levando-o a procurar alimento em outros nichos, as fazendas de gado. Por causa do ataque aos animais de fazenda o lobo-japonês, que antes era inclusive venerado, passou a ser uma ameaça a produção, fato que levou consequentemente a caçada dos homens e ao seu extermínio. Há relatos de que para o extermínio chegou-se a usar venenos como estricnina e armadilhas.
Outro fator que provavelmente arrebatou as especies foi a propagação da Raiva. A doença foi documentada nas ilhas de Kyushu e Shikoku em 1732. Por algum tempo houve relatos entre os habitantes locais de um grande numero lobos que foram encontrados mortos ou enfermos em decorrência da raiva.

## Rumores de uma possível sobrevivência
Em 1994 numa convenção em Nara, se comentou sobre uns 70 avistamentos recentes de lobos ou de pessoas que teriam escutado os uivos dos mesmo.
Um guarda florestal, Ue Toshikatsu, hoje escritor, diz que entre os anos 40 e 50 foi muito significativo o avistamento de lobos, contrariando a cronologia oficial de que a extinção se deu na primeira década do seculo XX. No entanto não há nenhum avistamento oficial, inclusive depois de haverem sido feitas buscas mais sérias entre 1987 a 1989 e entre 1994 a 1995 (inclusive foram feitas gravações à noite na tentativa de capturar sons de uivos, mas nada foi encontrado). Fora outros depoimentos que foram relatados de cadáveres e peles que foram encontradas, mas também destes não se comprovou nada.